# كارول دوغلاس
كارول دوغلاس (بالإنجليزية: Carol Douglas)‏ هي موسيقية ومغنية أمريكية، ولدت في 7 أبريل 1948 في بيدفورد ستايفسانت ‏ في الولايات المتحدة.

## وصلات خارجية
- كارول دوغلاس على موقع IMDb (الإنجليزية)
- كارول دوغلاس على موقع ميوزك برينز (الإنجليزية)
- كارول دوغلاس على موقع أول ميوزيك (الإنجليزية)
- كارول دوغلاس على موقع ديسكوغز (الإنجليزية)